# 成瀨車站
成瀨車站（日语：／ Naruse eki */?）是一個位於東京都町田市南成瀨一丁目，屬於東日本旅客鐵道（JR東日本）橫濱線的鐵路車站。車站編號是JH 22。此站東京都JR的車站當中最南端的。
此站有東神奈川站發着系統與途經橫濱站直通根岸線的列車停靠。

## 車站結構
島式月台1面2線的地面車站。由於建於傾斜地上，站舍位於月台之下。

### 月台配置
| 月台 | 路線   | 方向 | 目的地                                       |
| ---- | ------ | ---- | -------------------------------------------- |
| 1    | 橫濱線 | 下行 | 町田、橋本、八王子方向                       |
| 2    | 橫濱線 | 上行 | 新橫濱、菊名、東神奈川、橫濱、磯子、大船方向 |

（來源：JR東日本:車站構內圖 （页面存档备份，存于））

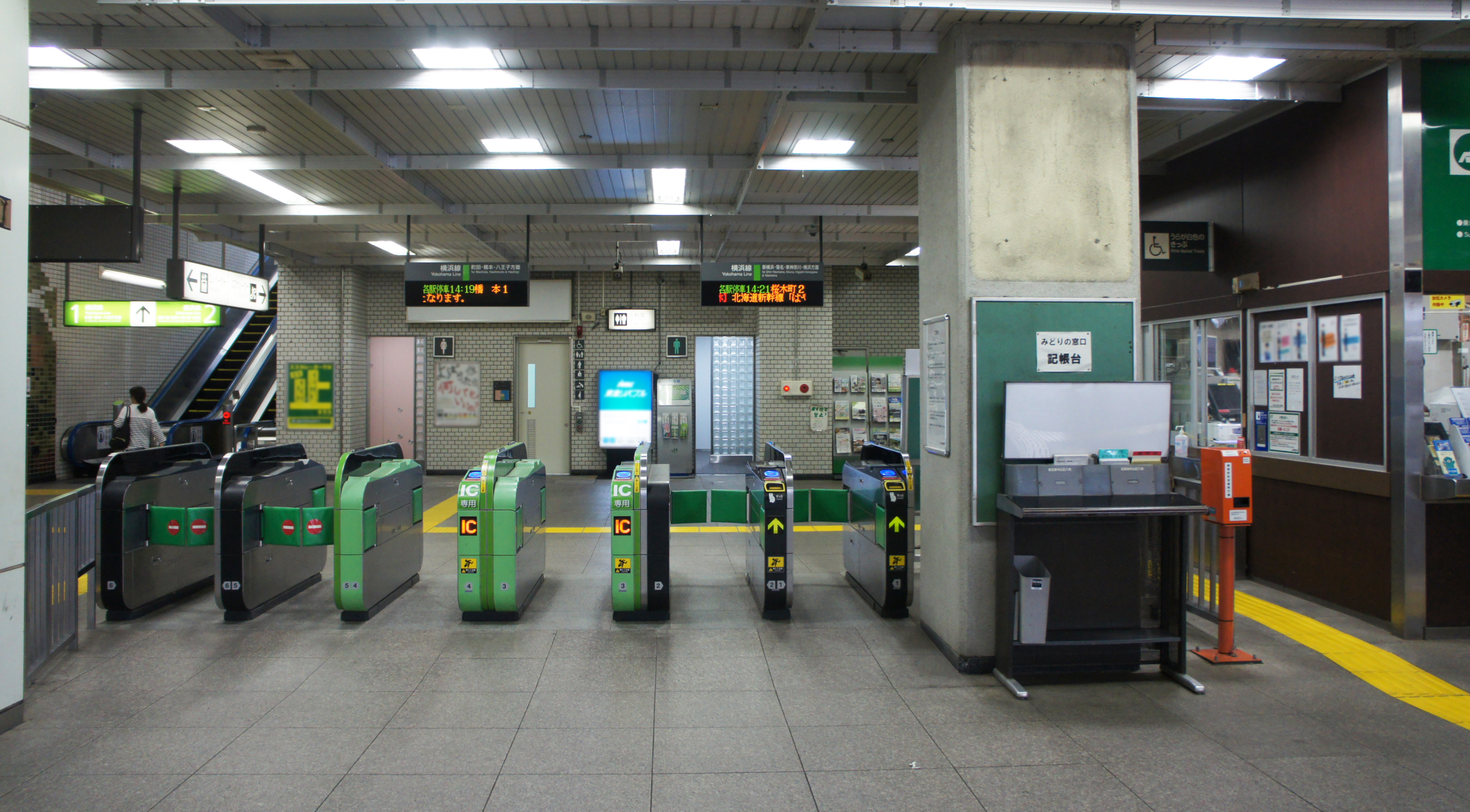
閘口（2021年5月）
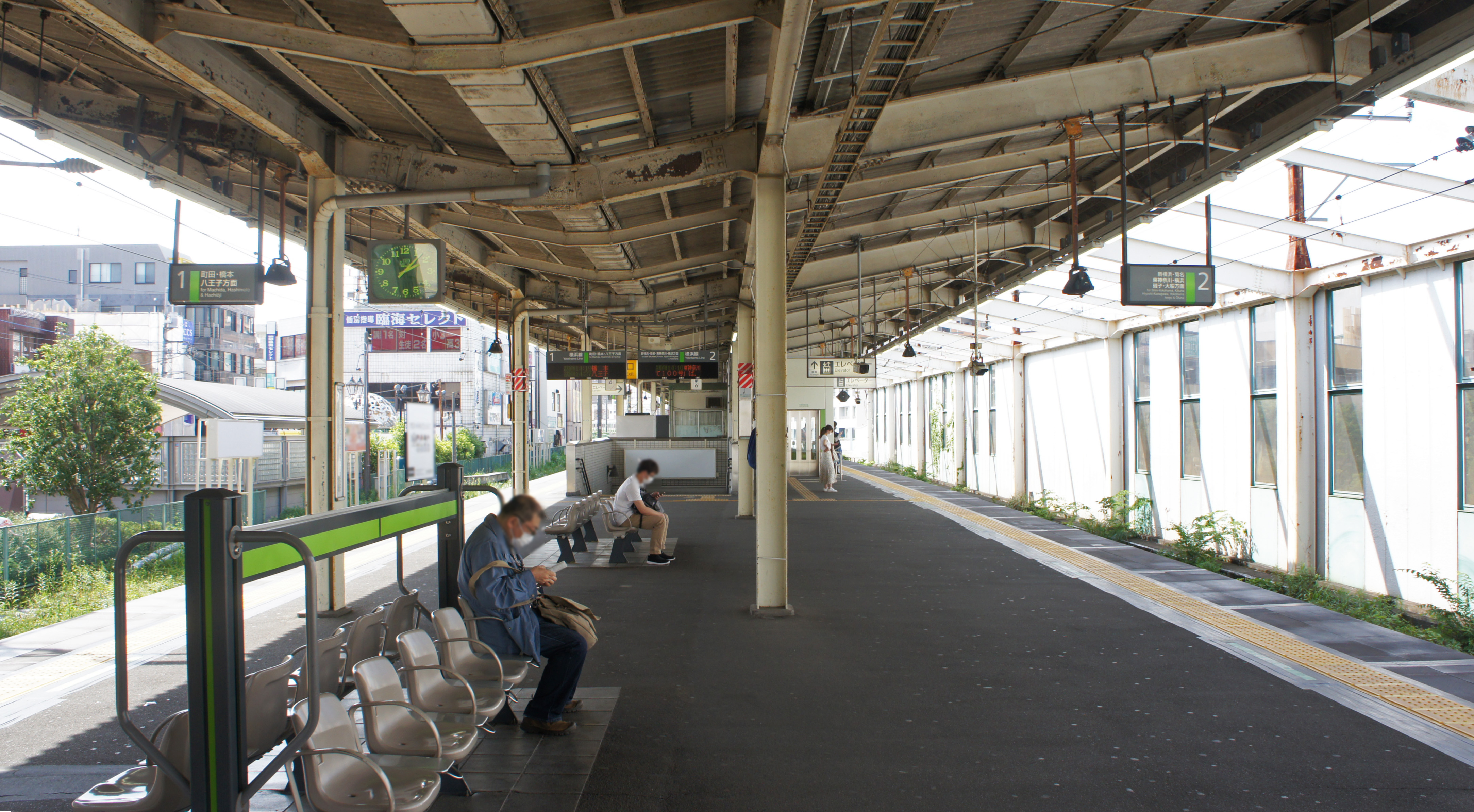
月台（2021年5月）

## 使用情況
2019年（令和元年）度的1日平均上車人次為19,096人。
近年的1日平均上車人次的推移如下表。
| 年度               | 1日平均 上車人次 | 來源     |
| ------------------ | ---------------- | -------- |
| 1979年（昭和54年） | 3,761            |          |
| 1980年（昭和55年） | 6,112            | [ * 1 ]  |
| 1981年（昭和56年） | 8,016            | [ * 2 ]  |
| 1982年（昭和57年） | 9,049            | [ * 3 ]  |
| 1983年（昭和58年） | 9,896            | [ * 4 ]  |
| 1984年（昭和59年） | 11,162           | [ * 5 ]  |
| 1985年（昭和60年） | 12,836           | [ * 6 ]  |
| 1986年（昭和61年） | 13,529           | [ * 7 ]  |
| 1987年（昭和62年） | 13,407           | [ * 8 ]  |
| 1988年（昭和63年） | 15,208           | [ * 9 ]  |
| 1989年（平成元年） | 16,099           | [ * 10 ] |
| 1990年（平成02年） | 17,334           | [ * 11 ] |
| 1991年（平成03年） | 18,516           | [ * 12 ] |
| 1992年（平成04年） | 19,104           | [ * 13 ] |
| 1993年（平成05年） | 19,658           | [ * 14 ] |
| 1994年（平成06年） | 19,868           | [ * 15 ] |
| 1995年（平成07年） | 19,828           | [ * 16 ] |
| 1996年（平成08年） | 19,753           | [ * 17 ] |
| 1997年（平成09年） | 19,581           | [ * 18 ] |
| 1998年（平成10年） | 19,175           | [ * 19 ] |
| 1999年（平成11年） | 19,139           | [ * 20 ] |
| 2000年（平成12年） | 18,914           | [ * 21 ] |
| 2001年（平成13年） | 19,002           | [ * 22 ] |
| 2002年（平成14年） | 19,096           | [ * 23 ] |
| 2003年（平成15年） | 19,159           | [ * 24 ] |
| 2004年（平成16年） | 19,125           | [ * 25 ] |
| 2005年（平成17年） | 19,177           | [ * 26 ] |
| 2006年（平成18年） | 19,341           | [ * 27 ] |
| 2007年（平成19年） | 19,393           | [ * 28 ] |
| 2008年（平成20年） | 19,426           | [ * 29 ] |
| 2009年（平成21年） | 19,324           | [ * 30 ] |
| 2010年（平成22年） | 19,205           | [ * 31 ] |
| 2011年（平成23年） | 18,867           | [ * 32 ] |
| 2012年（平成24年） | 19,057           | [ * 33 ] |
| 2013年（平成25年） | 19,366           | [ * 34 ] |
| 2014年（平成26年） | 19,062           | [ * 35 ] |
| 2015年（平成27年） | 19,233           | [ * 36 ] |
| 2016年（平成28年） | 18,958           | [ * 37 ] |
| 2017年（平成29年） | 19,140           | [ * 38 ] |
| 2018年（平成30年） | 19,183           | [ * 39 ] |
| 2019年（令和元年） | 19,096           |          |

## 相鄰車站
東日本旅客鐵道（JR東日本）
 橫濱線
■快速
通過
■各站停車
長津田（JH 21）－成瀨（JH 22）－町田（JH 23）

### 使用情況
1. ↑  東京都統計年鑑 （页面存档备份，存于） - 東京都
2. ↑  町田市統計書 （页面存档备份，存于） - 町田市

JR東日本的2000年度以後的上車人次
1. ↑  各駅の乗車人員（2000年度） （页面存档备份，存于） - JR東日本
2. ↑  各駅の乗車人員（2001年度） （页面存档备份，存于） - JR東日本
3. ↑  各駅の乗車人員（2002年度） （页面存档备份，存于） - JR東日本
4. ↑  各駅の乗車人員（2003年度） （页面存档备份，存于） - JR東日本
5. ↑  各駅の乗車人員（2004年度） （页面存档备份，存于） - JR東日本
6. ↑  各駅の乗車人員（2005年度） （页面存档备份，存于） - JR東日本
7. ↑  各駅の乗車人員（2006年度） （页面存档备份，存于） - JR東日本
8. ↑  各駅の乗車人員（2007年度） （页面存档备份，存于） - JR東日本
9. ↑  各駅の乗車人員（2008年度） （页面存档备份，存于） - JR東日本
10. ↑  各駅の乗車人員（2009年度） （页面存档备份，存于） - JR東日本
11. ↑  各駅の乗車人員（2010年度） （页面存档备份，存于） - JR東日本
12. ↑  各駅の乗車人員（2011年度） （页面存档备份，存于） - JR東日本
13. ↑  各駅の乗車人員（2012年度） （页面存档备份，存于） - JR東日本
14. ↑  各駅の乗車人員（2013年度） （页面存档备份，存于） - JR東日本
15. ↑  各駅の乗車人員（2014年度） （页面存档备份，存于） - JR東日本
16. ↑  各駅の乗車人員（2015年度） （页面存档备份，存于） - JR東日本
17. ↑  各駅の乗車人員（2016年度） （页面存档备份，存于） - JR東日本
18. ↑  各駅の乗車人員（2017年度） （页面存档备份，存于） - JR東日本
19. ↑  各駅の乗車人員（2018年度） （页面存档备份，存于） - JR東日本
20. ↑  各駅の乗車人員（2019年度） （页面存档备份，存于） - JR東日本

東京都統計年鑑
1. ↑  .   [2018-02-06]. （原始内容存档于2016-03-05）.
2. ↑  .   [2018-02-06]. （原始内容存档于2016-03-05）.
3. ↑  .   [2018-02-06]. （原始内容存档于2015-06-29）.
4. ↑  .   [2018-02-06]. （原始内容存档于2015-06-29）.
5. ↑  .   [2018-02-06]. （原始内容存档于2015-06-29）.
6. ↑  .   [2018-02-06]. （原始内容存档于2016-03-05）.
7. ↑  .   [2018-02-06]. （原始内容存档于2016-03-05）.
8. ↑  .   [2018-02-06]. （原始内容存档于2015-06-29）.
9. ↑  .   [2018-02-06]. （原始内容存档于2016-03-05）.
10. ↑  .   [2018-02-06]. （原始内容存档于2016-03-05）.
11. ↑  .   [2018-02-06]. （原始内容存档于2016-03-05）.
12. ↑  .   [2018-02-06]. （原始内容存档于2016-03-05）.
13. ↑  平成4年
14. ↑  平成5年
15. ↑  平成6年
16. ↑  平成7年
17. ↑  平成8年
18. ↑  .   [2018-02-06]. （原始内容存档于2016-03-04）.
19. ↑  平成10年PDF
20. ↑  平成11年PDF
21. ↑  .   [2018-02-06]. （原始内容存档于2016-03-04）.
22. ↑  .   [2018-02-06]. （原始内容存档于2016-03-04）.
23. ↑  .   [2018-02-06]. （原始内容存档于2017-07-29）.
24. ↑  .   [2018-02-06]. （原始内容存档于2017-07-29）.
25. ↑  .   [2018-02-06]. （原始内容存档于2017-07-29）.
26. ↑  .   [2018-02-06]. （原始内容存档于2017-07-29）.
27. ↑  .   [2018-02-06]. （原始内容存档于2017-07-29）.
28. ↑  .   [2018-02-06]. （原始内容存档于2017-07-29）.
29. ↑  .   [2018-02-06]. （原始内容存档于2017-07-29）.
30. ↑  .   [2018-02-06]. （原始内容存档于2016-03-26）.
31. ↑  .   [2018-02-06]. （原始内容存档于2016-03-27）.
32. ↑  .   [2018-02-06]. （原始内容存档于2016-03-25）.
33. ↑  .   [2018-02-06]. （原始内容存档于2016-03-27）.
34. ↑  .   [2018-02-06]. （原始内容存档于2016-03-22）.
35. ↑  .   [2018-02-06]. （原始内容存档于2017-07-30）.
36. ↑  .   [2020-07-30]. （原始内容存档于2018-11-09）.
37. ↑  .   [2020-07-30]. （原始内容存档于2019-05-02）.
38. ↑  .   [2020-07-30]. （原始内容存档于2019-12-03）.
39. ↑  .   [2020-07-30]. （原始内容存档于2020-08-04）.

## 外部連結
- 車站資訊（成瀨）：東日本旅客鐵道

35°32′7.8″N 139°28′22.4″E / 35.535500°N 139.472889°E